# Jafar Panahi
Jafar Panahi (in persiano: جعفر پناهی; Mianeh, 11 luglio 1960) è un regista, attore e sceneggiatore iraniano.
Viene di solito identificato come un esponente della Nouvelle Vague iraniana sorta a partire dagli anni '70. Ha realizzato diversi cortometraggi e ha lavorato come assistente alla regia per il collega cineasta, anche lui iraniano, Abbas Kiarostami. Panahi ha ottenuto il riconoscimento internazionale con il suo primo lungometraggio, Il palloncino bianco del 1995. In quell'anno il film ha vinto la Caméra d'or al Festival di Cannes, il primo premio importante vinto da un film iraniano a Cannes.
Panahi si affermò presto come uno dei più influenti cineasti iraniani. Anche se i suoi film sono spesso banditi nel suo paese, ha continuato a ricevere riconoscimenti internazionali, vincendo numerosi premi, tra i quali, nel 1997, il Pardo d'oro al Festival di Locarno per Lo specchio, nel 2000, il Leone d'oro alla Mostra del Cinema di Venezia per Il cerchio, e, nel 2006, l'Orso d'argento per la migliore regia al Festival di Berlino per Offside, nel 2015, l'Orso d'oro per Taxi Teheran e, nel 2025, la Palma d'oro al Festival di Cannes per Yek tasādof-e sāde. I suoi film sono noti per la loro prospettiva sociale e umana del suo Paese, spesso concentrandosi sui disagi dei bambini, dei poveri e delle donne. Il professore di letteratura iraniana, Hamid Dabashi ha scritto, "Panahi non fa come gli viene detto, infatti egli ha avuto successo proprio per non fare come gli viene detto."

## Biografia

### 1960-1979
Nacque a Mianeh, in Iran. Descrisse la sua famiglia come un nucleo appartenente alla classe operaia, crescendo con quattro sorelle e due fratelli, mentre il padre lavorava come imbianchino. La sua famiglia in casa parlava in lingua azera, ma in lingua persiana con gli estranei. All'età di dieci anni, scrisse il suo primo racconto; narrava di un ragazzo che per passare gli esami scolastici ricorre a dei sotterfugi, ma alla fine si sente in colpa, per cui confessa il suo "crimine". Per questo racconto vinse un primo premio a un concorso di libri.
Il suo amore per la cinematografia iniziò all'età di nove anni, quando le sorelle di Panahi lo avevano, di fatto, "reclutato" per andare a vedere i film nei cinema locali in modo che potesse raccontare e rivivere per loro le scene e i dialoghi. Infatti le sue sorelle, a causa delle severe leggi islamiche, non erano autorizzate a lasciare la casa di famiglia, per cui spesso Panahi, pur non avendo avuto il permesso dal padre, si recava di nascosto al cinema. Il padre di Panahi, pur essendo anch'egli un cinefilo, disapprovava il fatto che suo figlio si recasse al cinema. Panahi ha dichiarato che un giorno suo padre gli disse: "Questi film non sono buoni per voi. Ma personalmente ho deciso di prendere visione di ciò che anche per me non era considerato buono”. Un giorno il padre di Panahi lo scoprì in un cinema e lo punì. Questo lo condusse a ricercare proiezioni alle quali suo padre non avrebbe con certezza mai partecipato, per cui iniziò a frequentare l'istituto Kanoon, Istituto per lo sviluppo intellettuale dei bambini e dei giovani adulti, dove assistette a numerose proiezioni, sia d'essai sia internazionali. Alla Kanoon scoprì i film di Abbas Kiarostami, un regista iraniano, uno dei fondatori nel 1969 del Dipartimento cinematografico dell'Istituto. Qui avrebbe anche incontrato il regista Kambuzia Partovi.
La visione del film Ladri di biciclette di Vittorio De Sica, del 1948, colpì profondamente l'animo di Jafar. Panahi ha affermato che quando lo vide per la prima volta pensò: “Ecco un vero film, un film che non mente." Nello stesso periodo, ha iniziato a sperimentare la fotografia e a realizzare cortometraggi con una cinepresa. Ha anche recitato in un film assistendo il direttore della biblioteca nell'esecuzione di un programma di insegnamento ai bambini su come utilizzare una macchina da presa. A partire all'età di dodici anni, nel dopo scuola, Panahi ebbe la possibilità di vedere diversi film. La sua infanzia povera ha contribuito a formare la sua visione di un mondo umanistico, visione che in seguito si manifesterà pienamente nei suoi film.

### 1980-1994
All'età di vent'anni Panahi, tra il 1980 e il 1982, venne reclutato nell'esercito iraniano a seguito della guerra tra Iran e Iraq, dove lavorò come direttore della fotografia militare. Nel 1981 venne catturato dai ribelli curdi che combattevano per le truppe iraniane e trattenuto per 76 giorni. Dalle sue esperienze produsse un pregevole documentario sulla guerra successivamente trasmesso in televisione. Dopo aver completato il servizio militare, si iscrisse al Collegio di Cinema e TV di Teheran, dove studiò cinema, apprezzando particolarmente le opere di registi come Alfred Hitchcock, Howard Hawks, Luis Buñuel, e Jean-Luc Godard. Nel collegio incontrò il regista Parviz Shahbazi e il direttore della fotografia Farzad Jodat, con i quali avrebbe in futuro girato tutti i suoi primi lavori. Durante la permanenza al collegio frequentò anche il Bandar Abbas Center, dove ha realizzato i suoi primi documentari. Inoltre, nel 1988, prima della laurea, iniziò a lavorare come aiuto regista nei film del suo professore.
Successivamente produsse diversi documentari trasmessi al Canale 2 della televisione di stato iraniana. Il suo primo cortometraggio, I capi feriti (Yarali Bashar), raccontava di un'antica tradizione, resa illegale dal regime, che consisteva in una cerimonia di lutto, in cui i fedeli si colpivano la testa con dei coltelli, fino a farla sanguinare. Questa cerimonia avveniva in una regione dell'Azerbaigian persiano, nel nord dell'Iran. Nel film, Panahi ha documentato la cerimonia di lutto del terzo imam sciita, l'Imam Hossein, girando tutto in segreto, ma la pellicola venne comunque vietata per diversi anni. Nel 1988 produsse il docu-film, The Second Look (Negah-E Dovom), un documentario che di svelava il dietro le quinte sulla realizzazione del film di Kambuzia Partovi, Golnar. La pellicola si concentrava sulla creazione delle marionette utilizzate nel film di Partovi, e sul  rapporto dell'artista con i suoi burattini, ma fino al 1993 la pellicola non venne pubblicata. Nel 1990 ha lavorato come assistente alla regia in un film di Partovi, Il pesce (1991).
Nel 1992 produsse il suo primo cortometraggio, L'amico (Doust), omaggio al primo cortometraggio di Kiarostami, Il pane e Alley. Nello stesso anno ha realizzato il suo secondo cortometraggio, L'ultimo esame (Akharin Emtehan). In entrambi i brevi filmati recitarono attori non professionisti, come Ali Azizollahi e Mehdi Shahabi. Al Festival Nazionale della TV iraniana nello stesso anno, il cortometraggio vinse diversi premi come: miglior film, miglior sceneggiatura, miglior fotografia e miglior montaggio. Ispirato dalla storia di un giovane Luis Buñuel, quando, una volta in contatto col regista Jean Epstein, richiese di lavorare nel cinema. Panahi lascia un messaggio sulla segreteria telefonica di Abbas Kiarostami, affermando di amare i suoi film e rendendosi disponibile a svolgere qualsiasi lavoro pur di poter lavorare insieme a lui alla realizzazione della pellicola successiva. Così Kiarostami assunse Panahi come suo assistente alla regia per il film Sotto gli ulivi in quanto aveva potuto prendere visione di alcuni dei suoi cortometraggi, e nel 1995 dichiarò: "Panahi è estremamente dotato, una figura promettente per il futuro del nostro cinema".

### 1995-2009

#### Il palloncino bianco (1995)
Laureatosi presso l'Università del cinema e della televisione di Teheran, collaborò con la televisione iraniana come assistente di Abbas Kiarostami nel film Sotto gli ulivi (1994). Il suo esordio da regista avvenne nel 1995 con il lungometraggio Il palloncino bianco (Badkonake Sefid), sceneggiato da Abbas Kiarostami, prodotto in collaborazione con IRIB Canale 2, Ferdos Films e la Fondazione Farabi Cinema. Inizialmente intitolato Felice Anno Nuovo, il regista ha sviluppato una storia originale insieme a Parviz Shahbazi. Con questa opera vinse la Caméra d'or al Festival di Cannes. Tentò successivamente di ottenere finanziamenti dal Canale 1 di IRIB, per la produzione di un cortometraggio, ma la sua richiesta venne respinta. Panahi ha poi illustrato un dietro le quinte originale del film di Kiarostami Sotto gli ulivi. Lo stesso Kiarostami lo incoraggiò a caratterizzare l'idea scrivendo la sceneggiatura. Durante i viaggi in auto per organizzare le riprese, Kiarostami impostò la sceneggiatura del film, mentre Panahi ne registrò le conversazioni. Kiarostami aiutò a garantire il finanziamento del canale 2 dell'IRIB del dietro le quinte di Panahi. Per il casting del film, Panahi viaggiò per tutto l'Iran al fine di includere nel film tutte le diverse etnie del paese. Scelse come attrice protagonista Aida Mohammadkhani. Successivamente organizzò un cast per il ruolo di Razieh Ali. Al provino si presentarono 2.600 ragazzi, un nutrito gruppo dal quale venne scelto Mohsen Kalifi. Il regista era convinto che a ricoprire la maggior parte dei ruoli di secondo piano dovessero essere attori non professionisti, tra i quali un vero e proprio venditore di pesce trovato al mercato di Rasht, e uno studente di college scelto per recitare il ruolo di un giovane soldato. L'attrice professionista Anna Borkowska venne scelta per recitare il ruolo di una donna armena.
Nel film Razieh racconta la vita di una bambina di Teheran, desiderosa di acquistare un pesce rosso fortunato per la prossima festa di Capodanno iraniana, sforzandosi di ottenere la banconota da 500 Toman necessaria per il suo acquisto. Panahi ha lavorato a stretto contatto con Mohammadkhani, guadagnandone la fiducia. Il regista era preoccupato che l'attrice non fosse in grado di piangere al momento giusto, per cui avrebbe rivolto il suo sguardo verso di lui fuori campo, inducendola a piangere. Le riprese iniziarono nei primi giorni di aprile 1994 a Kashan e si protrassero fino ai primi di giugno. Il regista ha dichiarato che durante la realizzazione del suo primo lungometraggio: “Volevo dimostrare a me stesso che posso fare il lavoro, che posso finire un film con successo e ottenere dai miei attori una buona recitazione." Ha anche affermato che "In un mondo in cui i film vengono realizzati a suon di milioni di dollari, noi abbiamo fatto un film su una bambina che vuole comprare un pesce per meno di un dollaro. Questo è ciò che stiamo cercando di mostrare" in Iran, i film che descrivono i bambini hanno più probabilità di evitare la censura o la polemica politica. Il palloncino bianco venne proiettato in esclusiva nelle sale specializzate in film per bambini. Nei cinema iraniani non ebbe successo, almeno inizialmente, in quanto vendette solo 130.000 biglietti.
In Iran, Panahi vinse quattro premi: al Festival di Esfahan per bambini e giovani adulti e al Fajr International Film Festival. Per diversi anni dalla sua uscita, il Canale 2 di Kanoon avrebbe trasmesso il film ogni anno il giorno di Capodanno. Al di fuori dell'Iran Il palloncino bianco ricevette ottime recensioni e, nel 1995, venne proiettato al Festival di Cannes, dove vinse la Caméra d'or. Sempre nel 1995, vinse inoltre il premio d'oro del governatorato di Tokyo per il miglior film, il Drago di bronzo per il miglior film del cinema giovane al Tokyo International Film Festival, per la Giuria Internazionale del San Paolo International Film Festival e il Best Film Award nel 1996 al Cinéfest Sudbury International Film Festival Fu presentato ufficialmente per il miglior film straniero al 68º Premio Oscar. Tuttavia, il governo iraniano chiese all'Accademia di ritirare il film dopo che le relazioni dell'Iran con gli Stati Uniti cominciarono a deteriorarsi. L'Accademia rifiutò di ritirare il film, che in realtà non venne esplicitamente nominato, mentre a Panahi fu proibito di recarsi al Sundance Film Festival o di partecipare a interviste telefoniche con i giornalisti statunitensi allo scopo di promuovere il film.

#### Lo specchio (1997)
Il secondo film di Panahi fu Lo specchio, prodotto dalla Rooz Films. Inizialmente il regista stava per dirigere la sceneggiatura del film di Kiarostami Willow and wind ("Il salice e il vento"), ma in seguito decise di proseguire nel proprio obiettivo. Venne ispirato a dirigere il film nel 1996, mentre si trovava in Corea del Sud, al Pusan International Film Festival, quando notò una ragazza solitaria, seduta su una panchina, con lo sguardo fisso nel vuoto. Si rese conto che in Iran aveva visto la stessa cosa innumerevoli volte, ma non vi aveva mai prestato la debita attenzione. Egli ha dichiarato che "imporre a un bambino, o un adulto, un ruolo, significa lasciarlo a se stesso. Ogni volta che si incontra una persona, questa, o indossa una maschera o si cela dietro un ruolo. Con il film ho voluto smascherare gli individui." Nel film, Mina Mohammadkhani avrebbe dovuto recitare il ruolo della sorella di Aida Mohammadkhani. Sia nel film sia nella protagonista, si potrebbe affermare che si alternano due personalità in una singola persona: il ruolo di una bambina di nome Baharan e poi se stessa, libera. Panahi l'ha accolta nel cast dopo aver rilevato "in lei un profondo senso di vuoto, ma contemporaneamente la presenza di una forte determinazione a mostrare se stessa al mondo". Nel 1998, il film ricevette il premio Pardo d'oro al Festival di Locarno, il premio speciale della giuria, il premio come miglior regista al Singapore International Film Festival, il Golden Tulip Award all'Istanbul Film Festival, il Premio FIPRESCI e il Premio Eisenstein cristallo magico e il Cash al Festival Riga International, e il Premio Golden Era di Buñuel al Festival Reale Archive in Belgio.

#### Il cerchio (2000)
La pellicola Il cerchio esce nel 2000 e viene premiata a Venezia con il Leone d'oro. Nel 2003 Panahi vince con Oro rosso a Cannes il premio della giuria nella sezione Un Certain Regard, mentre lo sceneggiato collegato al regista Abbas Kiarostami non uscì in Iran a causa della censura.
Stessa sorte subisce il suo successivo lungometraggio Offside, in bilico tra commedia e documentario, nel quale si raccontano le vicende di un gruppo di ragazze di Teheran che si travestono da uomini per cercare di assistere a una partita della nazionale di calcio iraniana. Il film viene premiato nel 2006 a Berlino con l'Orso d'Argento (Gran Premio della Giuria).

### Anni 2010-2020
Dopo diversi anni di conflitto con il governo iraniano sul contenuto dei suoi film, tra i quali diversi arresti concentrati in un breve periodo, Panahi venne definitivamente arrestato il 2 marzo 2010 insieme con la moglie, la figlia e 15 amici, e in seguito accusato di propaganda contro il governo. Accusato di partecipazione ai movimenti di protesta contro il regime iraniano, dopo la mobilitazione delle organizzazioni a difesa dei diritti umani e del mondo del cinema a livello internazionale, viene rilasciato su cauzione il 24 maggio dello stesso anno.
Nonostante il sostegno da parte di registi, organizzazioni cinematografiche e dei diritti umani di tutto il mondo, venne condannato, il 20 dicembre 2010, a sei anni di prigione con il divieto, per 20 anni, sia di dirigere film o scrivere sceneggiature, sia di lasciare il paese, tranne per cure mediche o per partecipare al pellegrinaggio Ḥajj a La Mecca. Gli è stato anche impedito di concedere interviste ai media, sia iraniani sia stranieri.
In attesa del risultato di un appello, ha girato nel 2011 This Is Not a Film, un documentario, di fatto un video-diario, nonostante le conseguenze legali del suo arresto. Il docu-film venne contrabbandato al di fuori dell'Iran tramite un hard disk nascosto all'interno di una torta e presentato al Festival di Cannes 2011. Il 16 febbraio 2013 il suo Closed Curtain vince l'Orso d'argento per la migliore sceneggiatura al Festival internazionale del cinema di Berlino.
Il 14 febbraio 2015 si aggiudica l'Orso d'oro al 65º Festival internazionale del cinema di Berlino con il film Taxi Teheran, girato in clandestinità a causa del divieto imposto dal governo iraniano. Nel 2018 ha presentato al settantunesimo Festival di Cannes il film Tre volti.

### Dal 2020 ad oggi
Nel 2022 viene presentato in anteprima alla 79ª Mostra internazionale d'arte cinematografica di Venezia il film Gli orsi non esistono. Il regista non ha potuto presenziare alla cerimonia poiché era stato nuovamente arrestato l'11 luglio 2022 e condannato a sei anni di reclusione con l'accusa di propaganda contro il governo iraniano. Verrà poi scarcerato solo nel febbraio 2023.
Il film Yek tasādof-e sāde (in persiano یک تصادف ساده‎, lett. "Un semplice incidente") viene presentato il 20 maggio 2025 al 78º Festival di Cannes. All'anteprima ha presenziato anche Panahi, che non usciva dall'Iran dal 2010. il 24 maggio 2025 il film è stato premiato con la Palma d'Oro dalla giuria presieduta dall'attrice francese Juliette Binoche.

## Filmografia

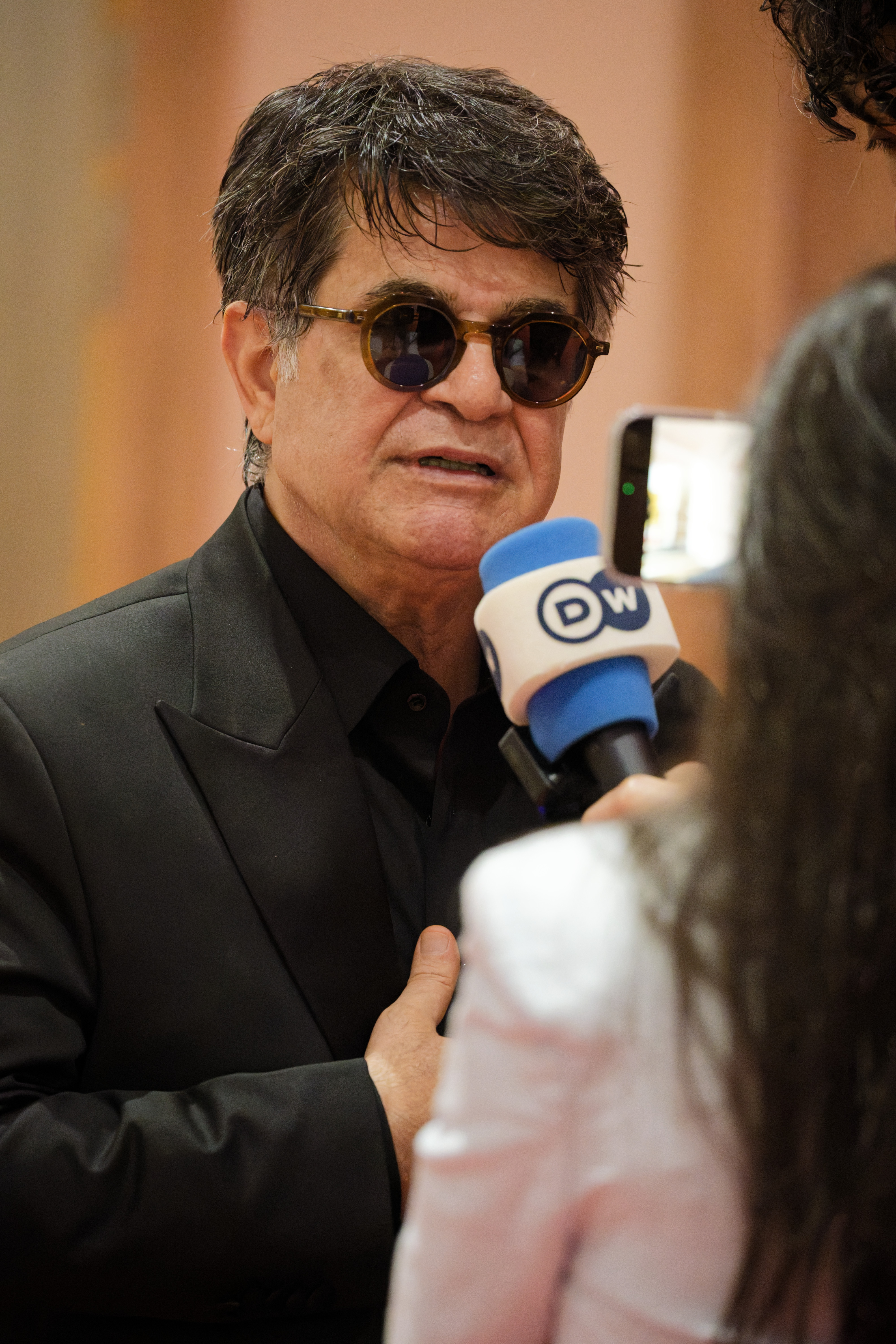
Jafar Panahi al Festival di Cannes 2025.

### Cortometraggi
- I capi feriti (Yarali Bashlar, 1988)
- La dottrina (Kish 1991)
- L'amico (Doust, 1992)
- L'ultimo esame (Akharin Emtehan, 1992)
- Ardekoul (Ardekoul 1997)
- Kvrdyvn (La fisarmonica 2010)[36]
- Hidden (2020)

### Lungometraggi
- Il palloncino bianco (Bādkonak-e sefid, 1995)
- Lo specchio (Āyne, 1997)
- Il cerchio (Dāyere, 2000)
- Oro rosso (Talā-ye sorkh, 2003)
- Offside (2006)
- In film nist (2011)
- Parde (2013)
- Taxi Teheran (Taxi, 2015)
- Tre volti (Se rokh, 2018)
- Gli orsi non esistono (Khers nist, 2022)
- Yek tasādof-e sāde (Un semplice incidente) (2025)

### Film di altri registi
- Keštzārhā-ye sefid, regia di Mohammad Rasoulof (2009) - montatore
- La testimone - Shahed (Šāhed), regia di Nader Sayevar (2024) - montatore e co-sceneggiatore

## Riconoscimenti
- Festival di Cannes
  - 1995 – Caméra d'Or per Il palloncino bianco
  - 2003 – Premio della giuria Un certain regard per Oro rosso
  - 2011 – Carrosse d'Or per This Is Not a Film
  - 2018 – Prix du scénario per Tre volti ex aequo con Lazzaro felice di Alice Rohrwacher
  - 2025 – Palma d'oro per Yek tasādof-e sāde
- Mostra Internazionale d'Arte Cinematografica di Venezia
  - 2000 – Premio FIPRESCI per Il cerchio
  - 2000 – Leone d'oro per Il cerchio
  - 2022 – Premio speciale della giuria per Gli orsi non esistono
- Festival Internazionale del Cinema di Berlino
  - 2006 – Orso d'argento - Gran Premio della giuria per Offside ex aequo con A Soap di Pernille Fischer Christensen
  - 2013 – Orso d'argento per la migliore sceneggiatura per Closed Curtain
  - 2015 – Orso d'oro per Taxi Teheran
- Locarno Film Festival
  - 1997 – Pardo d'oro per Lo specchio
- Premio César
  - 2016 – Candidatura al Premio César per il miglior film straniero per Taxi Teheran